# Taxidirekt
Taxidirekt is een taxibedrijf in Amsterdam opgericht in 1998, dat bij zijn oprichting het monopolie van Taxi Centrale Amsterdam (dat meer dan 50 jaar had geduurd) doorbrak. Dit was de eerste geslaagde poging, na 250 geregistreerde pogingen en 18 daadwerkelijk ingediende, maar afgewezen vergunningsaanvragen. Taxi Centrale Amsterdam zag hier een plotselinge concurrentie opdoemen en er ontstond een zogenaamde taxioorlog. Hierbij volgden emotionele protesten, een kantoorbezetting, het klemrijden van chauffeurs, stenen door de ruiten en een stevige ruzie met de fractie van de VVD in de stad.
De oprichter van Taxidirekt, Remko Weingarten en zijn drie compagnons Matthijs Bouma, Frits Schoon en Sjoerd Venema hebben het bedrijf tot de zomer van 2000 geleid. Daarna heeft Frank van Nimwegen samen met Titus van der Wal de leiding overgenomen tot het bedrijf in januari 2003 aan de financiële gevolgen van het taxiconflict bezweek, ondanks de ingevoerde liberalisering in de nieuwe Wet personenvervoer in 2000. Taxi Centrale Amsterdam heeft echter nooit meer zijn monopolie herwonnen.

## Vernieuwing

### Vergunningsaanvraag
Bij de oprichten van het bedrijf en het indienen van de vergunningsaanvraag maakten de eerder genoemde oprichters gebruik van een notitie in de bestaande Amsterdamse taxiverordening. Hierin werd gesteld dat een nieuwe taxicentrale alleen toegelaten werd als deze iets wezenlijks nieuws toe zou voegen aan de dienstverlening.

### Techniek
Bij de oprichting was het de bedoeling dat de taxicentrale wezenlijk anders zou zijn dan die van TCA. In plaats van een wachtrij bij de telefoniste zou de klant bij Taxidirekt via een keuzemenu door het intoetsen van achtereenvolgens het netnummer, het stadsdeel en de wijk direct worden doorverbonden met de dichtstbijzijnde vrije taxichauffeur. De software voor de telefooncentrale werd in eigen beheer ontwikkeld. Samen met de beschikbare hardware was naar eigen zeggen een hoge betrouwbaarheid mogelijk samen met een capaciteit van ongeveer duizend telefoontjes per uur.

### Onvrede met TCA
Volgens de oprichters van Taxidirekt werd het bedrijf mede opgericht uit onvrede over monopolist Taxi Centrale Amsterdam. Er was kritiek op onder meer:
- De soms lange wachttijden voor de klant bij de taxicentrale, terwijl tegelijkertijd taxichauffeurs op straat niets te doen hadden;
- Het voortrekken van taxichauffeurs bij het toedelen van ritten, waarbij klagende chauffeurs soms enkele dagen geen ritten kregen toegewezen door de taxicentrale;
- De hoge kosten voor de chauffeurs. Taxichauffeurs bij TCA dienden ongeveer duizend gulden per maand lidmaatschapsgeld betalen. TaxiDirekt vroeg aan chauffeurs 2,50 gulden per rit tot een maximum van 450 gulden per maand.  Het gps-systeem in de taxi's van TCA was destijds ook een grote kostenpost.

## Trivia
- Eind 2006 kwam Nachtrit uit, een speelfilm die zich afspeelt tegen de achtergrond van de taxioorlog.